# Herzogenaurach

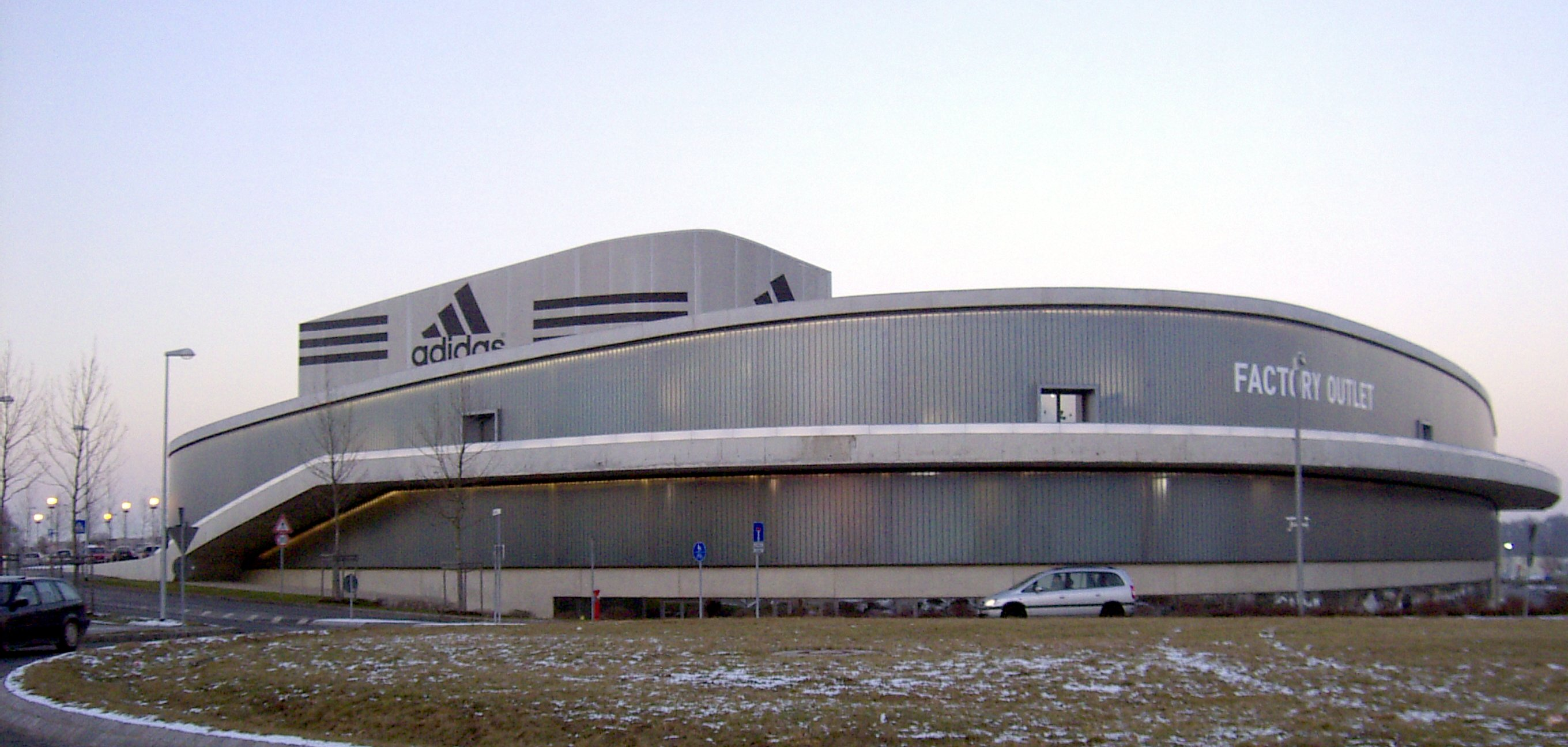
Outlet Adidasa w Herzogenaurach

Herzogenaurach – miasto w Niemczech, w kraju związkowym Bawaria, w rejencji Środkowa Frankonia, w regionie Industrieregion Mittelfranken, w powiecie Erlangen-Höchstadt. Leży ok. 10 km na zachód od Erlangen, nad rzeką Aurach, przy autostradzie A3 i nieczynnej linii kolejowej Erlangen - Herzogenaurach. W pobliżu miasta znajduje się lotnisko Herzogenaurach.
Obecnie liczy 22 554 mieszkańców (31 grudnia 2012). W mieście znajdują się siedziby Pumy i Adidasa, stąd też pochodzą założyciele tych dwóch firm. Istniejące dawniej w mieście fabryki tych firm zostały całkowicie przeniesione do krajów o niższych kosztach pracy.

## Dzielnice
| Dzielnica      | Powierzchnia |
| -------------- | ------------ |
| Herzogenaurach | 1 462 ha     |
| Hammerbach     | 644 ha       |
| Burgstall      | 772 ha       |
| Zweifelsheim   | 557 ha       |
| Haundorf       | 712 ha       |
| Herzo Base     | 114 ha       |
| Niederndorf    | 613 ha       |
| Beutelsdorf    | 532 ha       |
| Razem          | 4 874 ha     |

## Demografia
| Data       | L. mieszkańców |
| ---------- | -------------- |
| 31.12.1939 | 4 940          |
| 31.12.1964 | 11 117         |
| 31.12.1972 | 13 939         |
| 31.12.1996 | 22 745         |
| 31.12.1999 | 23 125         |
| 31.12.2002 | 23 141         |
| 31.12.2003 | 23 224         |
| 31.12.2005 | 22 805         |

## Współpraca
Miejscowości partnerskie:
- Kaya, Burkina Faso
- Nova Gradiška, Chorwacja
- Sainte-Luce-sur-Loire, Francja
- Wolfsberg, Austria

## Zabytki i atrakcje
- zamek
- miejski kościół parafialny pw. św. Magdaleny (St. Magdalena)
- stary ratusz
- Muzeum Miejskie (Stadtmuseum)
- Muzeum Żłobków (Krippenmuseum)
- zespół krytych basenów Atlantis
- basen odkryty
- Stare Miasto
- średniowieczne Spectaculum (Mittelalterspectaculum)
- Święto Starego Miasta (Altstadtfest)
- festiwal Klassik am See

## Osoby

### urodzone w Herzogenaurach
- Adolf Dassler, przedsiębiorca, założyciel firmy Adidas
- Horst Dassler, przedsiębiorca, syn Adolfa
- Rudolf Dassler, przedsiębiorca, założyciel firmy Puma AG
- Veit Ludwig von Seckendorff, ekonomista

### związane z miastem
- Lothar Matthäus, piłkarz